# Serge de Sazo
Serge Sazonoff (8. října 1915 Stavropol – 24. ledna 2012), známý jako Serge de Sazo byl francouzský fotograf narozený v Rusku.

## Život a dílo
Serge de Sazo se narodil ve Stavropolu. Jeho otec byl plukovník a jeho matka byla dcerou průmyslníka. Poté, co žil s rodinou v Turecku, Řecku a ve Spojených státech, dorazil v roce 1922 ve věku sedmi let do Paříže.
Svou první práci dostal v roce 1933 v časopise Vu, kde se setkal s Gastonem Paris, kterému brzo začala dělat asistenta. V roce 1936 z VU odešel do Universal press agency, kde začal dělat své první reportáže. O rok později začal spolupracovat s Charlesem Rado, pak se připojil k Raymondu Grossetovi a začal pracovat jako nezávislý reportér hodnocení kin. V roce 1944 byl privilegovaným svědkem (žil na ulici Rue de Rivoli) osvobození radnice. Vybaven svým Rolleiflexem, zachytil nejvelkolepější bitvu osvobození Paříže. Jeho fotografie byly publikovány po celém světě, začal si budovat svou reputaci. Po válce znovu začal pařížský noční život. Cabarety, jazz, hudba, kino – tvůrčí umělecká činnost v 50. letech bujela s fenomenální vitalitou. Během dne pracoval jako novinář, v noci dokumentoval „lehčí akce“. Jeho snímky dívek pin-up girl a jeho akty byly pravidelně publikovány ve slavném časopisu Paris-Hollywood a několika poválečných časopisech „lehčího rázu“. V roce 1950 při práci na projektu o naturismu na ostrově Levant se setkal s J. A. Foexem, který jej zasvětil do podmořského světa. Fascinován svobodou lehkého pohybu beztížného těla vymyslel pro svůj Rolleiflex vodotěsný kryt. Ten pak využíval pro své první podmořské fotografie pomoc své manželky. Po několika drobných vylepšení fotografoval skupinu tanečnic pod vodou. Zrodila se nová oblast fotografie: Levantské mořské panny (The Mermaids of Levant) a měla okamžitý úspěch. Jeho mentor jej pak zasvětil do dalších technik podmořského potápění. Byl fascinován stále nedotčeným světem rostlin a volně žijících zvířat. V roce 1954 spolu s J. A. Foexem a Roger Brandem vydali první francouzský časopis věnovaný podmořskému světu L'aventure sous-marine. Od té doby pak dělil svůj čas mezi touto vášní a prací fotožurnalisty.

## Publikace
- Nus, photographies d'André De Dienes, Serge De Sazo et Marcel Véronèse, Album No. 7, Société Parisienne, 1950
- L'île aux sirènes de J. A. Foex, photographies de S. de Sazo, Édition Optimistes, 1953
- Mon album des profondeurs de Gilbert Doukan, photographies de S. de Sazo, Édition Elsevier,1954
- Exploration sous-marine de la Bible de J. A. Foex, photographies de S. de Sazo, Édition France-Empire, 1955
- Riviera, la nuit, Robert Jacques, photographies de Pierre Manciet et Serge de Sazo, La Pensée Moderne, 1959
- Bonjour Paris de François Brigneau, ouvrage collectif : S. de Sazo, Jacqueline Nièpce, Robert Doisneau etc., Des Éditions Sun, 1969
- Paris, ses poètes, ses chansons, Serge de Sazo et Bernard Delvaille, Éditions Seghers, 1977